# Beau Is Afraid
Beau Is Afraid (tạm dịch: Beau sợ) là bộ phim kinh dị, hài đen theo hướng chủ nghĩa siêu thực của Hoa Kỳ ra mắt năm 2023 được biên kịch, đạo diễn kiêm đồng sản xuất bởi Ari Aster. Phim có sự tham gia của nam diễn viên Joaquin Phoenix trong vai nhân vật tiêu đề, một người đàn ông bị rối loạn lo âu dấn thân vào một cuộc phiêu lưu siêu thực trở về nhà sau cái chết của mẹ anh ấy, anh sẽ phải đối mặt với nỗi sợ lớn nhất trên đường đi. Ngoài ra, phim còn có sự góp mặt của dàn diễn viên phụ bao gồm Nathan Lane, Patti LuPone, Amy Ryan, Kylie Rogers, Parker Posey, Stephen McKinley Henderson, Hayley Squires, Michael Gandolfini, Zoe Lister-Jones và Richard Kind.
Beau Is Afraid sẽ được đồng sản xuất và phát hành bởi hãng A24 vào ngày 21 tháng 4, 2023.

## Tiền đề
Được mô tả là "bộ phim kinh dị theo chủ nghĩa siêu thực kéo dài hàng thập kỷ lấy bối cảnh hiện tại xen kẽ", Joaquin Phoenix vào vai Beau, một "người đàn ông bị rối loạn lo âu nhưng có vẻ bề ngoài ưa nhìn, anh có mối quan hệ căng thẳng với người mẹ hống hách của mình và chưa bao giờ biết được mặt cha mình. Khi người mẹ ấy qua đời, anh thực hiện một chuyến hành trình trở về nhà và nó dính dáng đến một số mối đe dọa siêu nhiên hoang dã".

## Diễn viên
- Joaquin Phoenix thủ vai Beau Wassermann[4]
  - Armen Nahapetian thủ vai Beau thời thiếu niên[4]
- Patti LuPone thủ vai Mona Wassermann[4]
  - Zoe Lister-Jones thủ vai Mona thời trẻ[4]
- Amy Ryan thủ vai Grace[4]
- Nathan Lane thủ vai Roger[4]
- Kylie Rogers thủ vai Toni[4]
- Denis Ménochet thủ vai Jeeves[4]
- Parker Posey thủ vai Elaine Bray[4]
  - Julia Antonelli thủ vai Elaine thời trẻ[4]
- Stephen McKinley Henderson thủ vai Nhà trị liệu[4]
- Richard Kind thủ vai Dr. Cohen[4]
- Hayley Squires thủ vai Penelope[4]
- Michael Gandolfini thủ vai Một trong những người con của Beau[4]

## Sản xuất
Bộ phim được Ari Aster phát triển trong một khoảng thời gian từ một bộ phim ngắn năm 2011 với tựa đề là Beau, sau này được sử dụng để làm một phân cảnh của bộ phim và một bản thảo kịch bản được lưu hành trên mạng năm 2014. Aster đã mô tả bộ phim bằng nhiều cách, bao gồm đây sẽ là một bộ phim "hài kịch ác mộng", "Chúa tể những chiếc nhẫn phiên bản Do Thái", nhưng anh ấy [Beau] chỉ là trở về căn nhà của mẹ anh".
Vào tháng 2 năm 2021, hãng A24 đã công bố về bộ phim có tựa đề là Disappointment Blvd. với Joaquin Phoenix đang thảo luận để đảm nhận vai diễn viên chính của bộ phim. Dàn diễn viên của phim cũng được công bố vào tháng 6 và 7 cùng năm. Nam diễn viên Stephen McKinley Henderson đã miêu tả Aster và Phoenix là "rất đơn giản ... cách họ làm việc cùng nhau như thể cả hai là những người bạn lâu năm thực sự. Họ có thể khó chịu và làm lành với nhau dường như chỉ kéo dài trong vài giây. Nhưng công việc luôn luôn trở nên tốt hơn cho điều đó."
Quá trình quay phim chính của phim được bắt đầu vào ngày 28 tháng 6, 2021 và kết thúc vào tháng 10 sau đó. Phim được ghi hình tại Saint-Bruno-de-Montarville, một vùng ngoại ô ngoài đảo của Montreal tại Quebec với sự tham gia quay phim của Pawel Pogorzelski và vị trí thiết kế sản xuất do Fiona Crombie đảm nhận.  Với kinh phí là 35 triệu Đô la, Beau Is Afraid đã trở thành bộ phim đắt đỏ kinh phí nhất của hãng A24.

## Phát hành
Beau Is Afraid được dự kiến sẽ phát hành tại các rạp chiếu của Mỹ bởi A24 vào ngày 21 tháng 4, 2023, sau khi bị trì hoãn so với dự kiến ban đầu là vào năm 2022. Phim đã có một buổi công chiếu ra mắt với một màn hỏi đáp được chủ trì bởi Emma Stone tại Alamo Drafthouse Cinema ở Brooklyn, New York như một phần của sự kiện ngày Cá tháng Tư, vì khán giả tham dự ban đầu được dự định sẽ được xem bản cắt đạo diễn của Midsommar, bộ phim ra mắt năm 2019 của Aster. Phim được dự kiến sẽ phát hành sớm một tuần vào ngày 14 tháng 4 tại một số rạp IMAX được chọn tại Los Angeles và New York, trước khi được công chiếu tại các rạp IMAX được chọn tại Bắc Mỹ vào ngày 21 tháng 4.